# Patika (Rae)
Patika is een plaats in de Estlandse gemeente Rae, provincie Harjumaa. De plaats heeft de status van dorp (Estisch: küla).

## Bevolking
Het dorp had 408 inwoners op 31 december 2011 en 506 inwoners op 31 december 2021.

## Ligging
De rivier Pirita loopt langs de oostgrens van het dorp. De Põhimaantee 2, de hoofdweg van Tallinn naar Tartu, komt door het dorp.